# Saint-Cyr-sur-Loire
Saint-Cyr-sur-Loire ist eine Stadt mit 16.766 Einwohnern (Stand 1. Januar 2022) in der französischen Region Centre-Val de Loire im Département Indre-et-Loire. Die Stadt gehört zum Arrondissement Tours und ist Hauptort (frz.: chef-lieu) des Kantons Saint-Cyr-sur-Loire.

## Bevölkerungsentwicklung
| Jahr                       | 1962 | 1968   | 1975   | 1982   | 1990   | 1999   | 2011   | 2017   |
| Einwohner                  | 9547 | 11.211 | 12.478 | 14.413 | 15.161 | 16.100 | 16.189 | 15.960 |
| Quellen: Cassini und INSEE |      |        |        |        |        |        |        |        |

## Persönlichkeiten
Anatole France (1844–1924), französischer Schriftsteller und Literaturnobelpreisträger starb in Saint-Cyr-sur-Loire

## Partnerstädte
Saint-Cyr-sur-Loire ist durch Städtepartnerschaften verbunden mit
- Katrineholm in Schweden (seit 1979)
- Koussanar im Senegal (seit 1990)
- Meinerzhagen in Deutschland (seit 1987)
- Morphou in der Türkischen Republik Nordzypern (seit 2002)
- Newark-on-Trent im Vereinigten Königreich (seit 1993)
- Ptuj in Slowenien (seit 1990)
- Valls in Spanien (seit 1999)

Ferner bestehen Städtefreundschaften mit
- Trakai in Litauen
- Giżycko in Polen
- Wilanów in Polen
- Dubno in der Ukraine